# Остерман, Фёдор Андреевич
Граф Фёдор Андреевич Остерман (31 марта [11 апреля] 1723 — 10 [21] ноября 1804, Москва) — генерал-поручик, действительный тайный советник (1782), сенатор из рода Остерманов. В 1773—1780 гг. глава Московской губернии.

## Биография
Второй сын вице-канцлера графа Андрея Ивановича Остермана и Марфы Стрешневой, крестник цесаревны Анны Петровны. Старший брат государственного канцлера Ивана Остермана. 
В 1740 году — капитан лейб-гвардии Преображенского полка. Опала отца отразилась и на его сыновьях: Фёдор 16 января 1742 года был лишён ордена св. Александра и переведён капитаном же в Троицкий пехотный полк, расположенный в башкирских землях, где прослужил 20 лет. В апреле 1751 года получил чин секунд-майора, в декабре 1755 года — подполковника. 
Прусская война дала ему возможность обратить на себя внимание императрицы, благо он участвовал почти во всех крупных сражениях и везде выказал себя храбрым и распорядительным офицером. С июня 1758 года — полковник, командир Вологодского пехотного полка. Был ранен под Кунерсдорфом. С апреля 1762 года — генерал-майор и шеф Рязанского пехотного полка, затем командир бригады в корпусе графа Чернышёва.
В 1769—1772 годах Ф. А. Остерман возглавлял гарнизоны Украинской линии, а до этого с 1763 г. состоял при Московской дивизии. Военную карьеру закончил в чине генерал-поручика (1771). В 1773 г. Остерман принял предложение возглавить Московскую губернию. В 1776 г. собрал о губернии подробные статистические данные, на основании которых принималось решение о новых границах наместничеств.
Получив 24 ноября 1780 года назначение сенатором, граф Фёдор подолгу жил в окрестностях Петербурга, на обширной вилле своего брата Ивана, что на Петергофской дороге.
В старости Остерман стал интересоваться вопросами православного вероучения. Составил письменные «Замечания на записки Манштейна о России». Ряд анекдотов об Остермане приводит князь Вяземский в «Старой записной книжке». Ещё в годы губернаторства Остерман славился необыкновенной рассеянностью. Его заместитель рассказывал потом,

как он однажды приехал в присутствие, имея вместо шляпы ночной горшок в руке; как принял одного знатного посетителя за одну барыню, обличал его в мотовстве и распутстве и грозил отдать в опеку и как в одном приятельском доме он хотел поднять хозяина на руки вместо внука его, удивляясь, отчего мальчик в неделю так потяжелеть мог.
Похоронен в родовом имении, селе Красном Сапожковского уезда Рязанской губернии.  Не имея детей, в 1796 году братья Остерман передали свой титул внучатому племяннику А. И. Толстому.

## Награды
- С 14 февраля 1740 года кавалер ордена Святого Александра Невского. После опалы отца орден отобрали.
- Вновь награждён орденом Святого Александра Невского 17 января 1768 года.
- Награждён орденом Святой Анны 22 сентября 1762 года.
- Награждён орденом Святого апостола Андрея Первозванного 2 сентября 1793 года.

## Супруга и родственники
Остерман женился на Анне Васильевне Толстой (15 февраля 1732 — 23 мая 1809), дочери статского советника Василия Борисовича Толстого и его жены, Дарьи Никитичны Змеевой. Она была награждена 05.04.1797 орденом св. Екатерины 2-й степени. Родилась и умерла в Москве, похоронена в Новоспасском монастыре.
Племянницей Анны Васильевны была Екатерина Львовна Тютчева, мать известного поэта. Во время приездов в Москву семья Тютчевых останавливалась в доме Остермана в Малом Трёхсвятительском переулке (угол Хитровского переулка). Здесь родилась сестра поэта Дарья и прошли его детские годы. Высказано предположение, что будущего поэта мать назвала в честь графа Остермана, которого почитала как отца. Анна Васильевна впоследствии завещала городскую усадьбу Екатерине Тютчевой:

«Лета тысяча восемьсот шестого, февраля в пятыйнадесять день <…> дарю по смерти моей отставного гвардии корнета Ивана Николаевича Тютчева жене ево, а моей родной племяннице Катерине Львовне и наследникам её в вечное и потомственное владение собственныя благоприобретенныя мною три дома с принадлежащими ко оным землями <…> состоящия Мяснитской части перваго квартала, первыя два под номером пятидесятым, а третей под номером пятьдесят четвёртым со всею имеющеюся во оных домашнею принадлежностию, мебелью, серебром, вещами, платьем, бельем, посудою всякого рода, екипажами, лошадьми и конскими уборами, словом сказать, что ни есть во оных домах <…>».